# Ernst Schmidt
Ernst Heinrich Wilhelm Schmidt (n. 11 februarie 1892, Vögelsen, Regatul Prusiei, Imperiul German – d. 22 ianuarie 1975, München, RFG) a fost un inginer german, profesor universitar de termodinamică.

## Biografie
Fiu al unui fermier, în 1910 a absolvit liceul Johanneum Lüneburg. Inițial, înainte de a trece la ingineria electrică, a studiat ingineria civilă (construcții) la Universitatea Tehnică din Dresda și la Universitatea Tehnică din München. A devenit membru al Studentenverbindung (în română asociație a studenților) Asociația Studenților Germani (VDSt) din Dresda, München și Danzig. Între 1911–1912 și-a satisfăcut serviciul militar, iar între 1914–1918 a participat la Primul Război Mondial. În 1919 și-a finalizat studiile cu o diplomă în inginerie electrică la München. În 1920 și-a luat doctoratul în inginerie, tot la München, sub îndrumarea lui Oskar Knoblauch, cu care ulterior a lucrat ca asistent în laboratorul de fizică aplicată al Universității Tehnice din München. Între 1922 și 1925 a lucrat în industrie. Și-a finalizat teza de abilitare în 1925 tot la Universitatea Tehnică din München. În octombrie 1925 a devenit profesor titular de termodinamică la Universitatea Tehnică din Danzig și director al laboratorului tehnic de acolo. În noiembrie 1933, a semnat Declarația de fidelitate față de Adolf Hitler și statul național-socialist a profesorilor de la universitățile și colegiile germane⁠(d). Ernst Schmidt a devenit membru susținător al NSDAP în 1934. În 1943 Hermann Göring l-a numit „plenipotențiar pentru propulsia cu reacție”. În această calitate Ernst Schmidt a înființat cea mai mare rețea de cercetare germană pentru dezvoltarea tehnologiei rachetelor cu combustibil solid.

### Activitatea la Braunschweig
Între 1937–1945 a fost profesor la Universitatea Tehnică din Braunschweig și șeful „Institutului pentru Cercetarea Motoarelor” al Institutului German de Cercetare Aerospațială din Braunschweig-Völkenrode. Între 1945–1952 a deținut catedra de termodinamică la Universitatea Tehnică din Braunschweig. Din 1944 a fost membru al Societății Științifice Braunschweig.

### Activitatea la München
Între 1952–1961 Schmidt i-a succedat lui Wilhelm Nusselt ca profesor titular de termodinamică la Universitatea Tehnică din München, unde a fost rector din 1956 până în 1958. Succesorul său ca profesor și, din 1972, tot ca rector, a fost studentul său Ulrich Grigull.

## Lucrări
Schmidt a inventat, printre altele, izolația Alfol (cu folie de aluminiu) și, în 1921, debitmetrul pentru căldură. Numărul Schmidt, Sc, numit după el, indică raportul dintre transportul de masă convectiv și cel difuziv. De asemenea, a studiat în detaliu termodinamica motoarelor de rachetă. În opera sa există capitolul XV. „Termodinamica propulsiei rachetelor” cu numeroase figuri, inclusiv informații despre combustibilii lichizi și solizi.
- Einführung in die technische Thermodynamik und in die Grundlagen der chemischen Thermodynamik, Berlin 1936 (10. Auflage 1963)
- VDI-Wasserdampftafeln seit 1950 (7. Auflage 1968)

## Premii
În 1956 Schmidt a fost decorat cu Medalia Comemorativă Grashof din partea VDI, al cărui membru era. În 1958 a fost ales membru cu drepturi depline al Academiei Bavareze de Științe⁠(d). În același an Forschungs-Gesellschaft Verfahrens-Technik e. V. i-a acordat Medalia Arnold-Eucken. În 1964 a primit Ordinul de Merit al Bavariei⁠(d). A fost laureat al Inelului Ludwig Prandtl⁠(d) și al Premiului Memorial Max Jakob⁠(d).